# Prosopidae
Famille
Les Prosopidae sont une famille éteinte de crabes. Elle comprend près de 70 espèces regroupées dans dix genres. Elles sont connues du Jurassique au Crétacé.

## Liste des genres
- † Laeviprosopon Glaessner, 1933
- † Prosopon Meyer, 1835
- † Protuberosa Schweitzer & Feldmann, 2009

## Référence
- (de) von Meyer, 1860 : Die Prosoponiden oder die Familie der Maskenkrebse. Palaeontographica, vol. 7, p. 183–222.

## Sources
- (en) De Grave & al., 2009 : A Classification of Living and Fossil Genera of Decapod Crustaceans. Raffles Bulletin of Zoology Supplement, n. 21, p. 1-109.